# Йехарбаал
Йехарбаал (финик. Yeḫar-ba‘al) — царь Библа в первой половине V века до н. э.

## Биография
Йехарбаал известен только по одной надписи на стеле, посвящённой завершению восстановления храма финикийской богини Баалат-Гебал. В надписи, сделанной по повелению правителя Библа Йехавмилка, упоминаются его предки: отец Йехарбаал и дед Урумилк II. На основании этих сведений многие востоковеды считают Йехарбаал также библским царём: преемником своего отца и предшественником своего сына. Его правление датируется первой половиной V века до н. э. Однако так как в надписи Йехарбаал в отличие от отца и сына не упомянут с титулом «царь», то существует мнение, что он мог быть только соправителем своего отца Урумилка II.
Никаких иных сведений о правлении Йехарбаала в древних исторических источниках не сохранилось. Известно только, что в то время Библ, также как и другие города Финикии, подчинялся верховной власти правителей Ахеменидской державы.